# Asiacaris dispar
Asiacaris dispar is een eenoogkreeftjessoort uit de familie van de Parastenocarididae. De wetenschappelijke naam van de soort is voor het eerst geldig gepubliceerd in 2010 door Cottarelli, Bruno & Berera.